# Kawajima
Kawajima (japanska: 川島町?, Kawajima-machi) är en landskommun (köping) i Saitama prefektur i Japan.  